# Park Hang-seo
Park Hang-seo (* 1. April 1959 in Sancheong, Gyeongsangnam-do) ist ein ehemaliger südkoreanischer Fußballspieler und heutiger -trainer. Er verbrachte seine Karriere in Südkorea, zuletzt spielte er bei Lucky Goldstar Hwangso. Als Trainer war er von 1989 bis 2015 in verschiedenen Positionen bei verschiedenen Vereinen aktiv gewesen. Zuletzt war er Trainer von Sangju Sangmu FC.

## Karriere als Spieler

### Jugendzeit bei Hanyang University
Hang-seo studierte an der Hanyang University und spielte für ihr Universitätsteam.

### Vereine
Park Hang-seo fing bei Jeil Bank FC Anfang 1981 an. Da es damals keine Professionelle Liga gab, war er Spieler eines Amateurvereins gewesen. Mitte 1981 wechselte er zu Yukgun FC und blieb dort bis 1983. Da das Team nicht in die neugegründete K League aufgenommen wurde, wechselte er zu Lucky Goldstar Hwangso. Die erste Saison verlief für ihn und seinen Verein eher mäßig. Sie konnten sich weder in der Hin- noch in der Rückrunde für die Meisterschaftsspiele qualifizieren.  1985 verlief es für ihn und seinen Verein deutlich besser. Er wurde zum ersten Mal in seiner Karriere Meister der K League. Für seinen Verein war dies ebenfalls der erste Titel gewesen. 1986 wurde er mit seinen Verein in der Hinrunde zweiter, dennoch konnte er mit seinen Verein in der Rückrunde erster werden. In den Meisterschaftsspielen scheiterten sie allerdings an POSCO Atoms mit 1:2 und konnten daher den Titel nicht verteidigen. 1987 wurde er enttäuschter 5. mit seinen Verein nur. 1988 wurde der Verein mit ihm wieder nur enttäuschter 4. und nach Ende der Saison beendete er auch seine Karriere als Spieler.

### Nationalmannschaft
1978 erkannt die KFA sein Potenzial und luden ihn zur U-20 Nationalmannschaft ein. Im darauffolgenden Jahr wurde er mit 20 Jahren in die 1. Nationalmannschaft berufen. Er war bis 1982 im Kader der Nationalmannschaft, ehe er 1982 nicht mehr in die Nationalmannschaft berufen wurde.

## Karriere als Trainer
Nach seiner Karriere als Spieler wurde er bei seinem alten Verein LG Cheetahs, die vorher Lucky Goldstar Hwangso hießen, als Trainer unter Vertrag genommen. Er durfte die Spielzeiten 1989 und 1990 als Trainer fungieren, ehe er ab 1991 als Co-Trainer im Verein tätig war. 1994 wurde er zudem Trainer der südkoreanischen Nationalmannschaft. Bis Ende des Jahres betreute er die Nationalmannschaft. Anfang 1997 wurde er als Co-Trainer bei Suwon Samsung Bluewings vorgestellt, was bei den LG-Cheetahs-Fans starke Abneigung hervorrief. Bis heute nehmen die FC-Seoul-Fans ihn dies sehr übel. Er blieb für 3 Jahre, ehe er bei der Nationalmannschaft als Co-Trainer wieder beschäftigt wurde. Er betreute das Team auch bei der Fußball-Weltmeisterschaft 2002 in seinem Land und trug zum Erfolg der Nationalmannschaft mit bei. Nach der WM wurde er Trainer der U-23-Nationalmannschaft seines Landes. Dort war er allerdings nur bis Ende 2002. Anfang 2003 unterschrieb er einen Vertrag bei den Pohang Steelers als Co-Trainer. Er blieb dort allerdings nur bis Ende 2004. Anfang 2005 wurde er bei Gyeongnam FC als neuer Trainer vorgestellt. Er blieb bis 2007, ehe er den Verein in Richtung Jeonnam Dragons verließ. Bis 2010 war er als Trainer dort beschäftigt. Ende 2010 verlängerte er seinen Vertrag nicht, sodass er ab 2011 arbeitslos war. 2012 verkündete Sangju Sangmu FC, ihn als neuen Trainer verpflichtet zu haben. 2013 feierte er mit seinem Team die Meisterschaft und nach dem Gewinn der Relegation auch den Aufstieg in die K League Classic. 2014 verlief durchwachsen. Nachdem sein Verein einen gut Start hingelegt hatte und bis Ende der Hinrunde sehr gut gespielt hatte, stürzte er in der Rückrunde in den Ligakeller. Ende der Saison konnte Park den Abstieg nicht mehr verhindern und er musste mit seinem Team wieder in die K League Challenge absteigen. 2015 verlief es wieder deutlich erfolgreicher. Mit seinem Team konnte er nach 2013 wieder Meister werden und wieder aufsteigen. Ende 2015 kündigte er an, den Verein verlassen zu wollen. Damit endete seine erfolgreichste Station als Trainer. Zur neuen Saison gab der Verein Changwon FC an, ihn als neuen Trainer verpflichtet zu haben.

## Erfolge
- 1× K-League-Meister: 1985
- 2× Aufstiege (als Trainer) 2013 und 2015